# Svjetska izložba, Beč 1873.
Svjetska izložba, Beč 1873. (njemački: Weltausstellung 1873 Wien) bila je peta po redu Svjetska izložba. Održana je 1873. godine u tadašnjoj prijestolnici Austro-Ugarske - Beču.
Tema i krilatica te velike izložbe bila je Kultura i edukacija (njemački: Kultur und Erziehung). Izložbu je otvorio car Franjo Josip I. 1. svibnja 1873., a trajala je do 2. studenog 1873.
Na izložbi je sudjelovalo 35 zemalja, s 53.000 izlagača, od toga 9.000 iz Austro-Ugarske. Bez obzira na to što je izložbu posjetilo 7,25 milijuna posjetitelja, očekivanja organizatora nisu bila zadovoljena, jer se tijekom održavanja izložbe dogodio slom Bečke burze, pa zatim i epidemija kolere, što je mnoge potencijalne posjetitelje odvratilo od posjeta Beču.
Za potrebe ove velike manifestacije podignute su mnoge posebne građevine, od kojih je najpoznatija bila 'Rotunde' (velika kružna građevina) u izložbenom parku Prater. Ova velika građevina izgorjela je u požaru 17. rujna 1937.

## Vanjske poveznice
- Rotunda s Bečke svjetske izložbe 1873.  Arhivirana inačica izvorne stranice od 8. svibnja 2014. (Wayback Machine)
- Slike s izložbe